# Спомен-обележје Мост размене
Спомен обележје „Мост размене” се налази на мосту који се налази на путу Рума—Велики Радинци, у атару села Стејановци. Представља непокретно културно добро као знаменито место.
Спомен обележје је подигнуто као знак сећања на размену заробљених Немаца за партизане и политичке раднике, 2. септембра 1943. године, када је Вукашин Биволаревић Волф разменио 28 немачких војника, за 64 партизана. Размена је извршена на месту званом Курдин, на око тридесет метара од моста.
Овим догађајем када је по први пут до тада извршена размена у народноослободилачком рату, немачке окупационе снаге су и званично признале партизански покрет као равноправан покрет.